# Walter Sonntag (Mediziner)
Walter Sonntag (* 13. Mai 1907 in Sablon bei Metz; † 17. September 1948 in Hameln) war ein deutscher Lagerarzt und Kriegsverbrecher.

## Studium und Beruf
Sonntag wurde als drittes Kind eines Ministerialdirektors im heutigen Metz geboren. Nach Ablegen des Abiturs in Merzig studierte er Zahnmedizin an der Ludwig-Maximilians-Universität München und der Christian-Albrechts-Universität zu Kiel, wo er 1932 das zahnärztliche Staatsexamen bestand, approbiert wurde und 1933 Über die Lymphogranulomatose zum Dr. med. dent. promoviert wurde. Ab Herbst 1934 war er zunächst als Zahnarzt in eigener Praxis in Kiel tätig. Er setzte sein Medizinstudium fort und erlangte im Mai 1939 die ärztliche Approbation. Während seines Aufenthalts im Konzentrationslager Dachau schrieb er 1943 seine zweite Dissertation zum Thema Medizinalgesetzgebung seit 1933.

## Laufbahn im Nationalsozialismus
Seit August 1933 war Walter Sonntag Mitglied der NSDAP (Mitgliedsnummer 2.683.413), seit 1. Januar 1934 Mitglied der Schutzstaffel (SS)  (SS-Nr. 257.328), seit September 1939 Angehöriger der Waffen-SS.
1939/40 arbeitete er als Lagerarzt im Konzentrationslager Sachsenhausen und machte Menschenversuche mit dem chemischen Kampfstoff Senfgas (Lost) an mindestens 50 Gefangenen, von denen einige starben. Es entstanden große, äußerst schmerzhafte Blasen, wie bei einer Verbrennung. Sonntag verharmloste in seinen Berichten die Versuche als „Impfungen“. 
Vom 2. Mai 1940 bis Ende 1941 war er im Frauen-KZ Ravensbrück tätig, zunächst als SS-Untersturmführer, nach Beförderung als SS-Hauptsturmführer. Als Standortarzt war er der Vorgesetzte der Lagerärzte und gleichzeitig Enno Lolling unterstellt. Er führte dort tödliche  „Abspritzungen“ mittels Phenol an „arbeitsuntauglichen“ Insassinnen durch. Er zeichnete sich durch besondere Brutalität aus. So misshandelte er die weiblichen Häftlinge, unter anderem durch Peitschenhiebe ins Gesicht und in eitrige Wunden. Bei den Aufnahmeuntersuchungen mussten die Frauen nackt vor ihn treten. Die „ärztliche Untersuchung“ bestand aus Peitschenhieben und Fußtritten. Er war ebenso an tödlichen Selektionen von KZ-Häftlingen beteiligt. Auf Heinrich Himmlers Anweisung experimentierte Sonntag mit den in Ravensbrück internierten  Prostituierten, indem er sie als seine „Laborratten“ auf der Suche nach einem Heilmittel gegen Gonorrhoe und Syphilis einsetzte.
Am 21. Juli 1941 heiratete er die ebenfalls im KZ Ravensbrück als KZ-Ärztin tätige Gynäkologin Gerda Weyand, die der Hauptsturmführer dort auch kennengelernt hatte. Im Dezember 1941 (nach anderen Quellen: Juli 1941 oder Februar 1942) wurde er nach freiwilliger Meldung als Truppenarzt an die Ostfront versetzt und von Gerhard Schiedlausky abgelöst.
Anschließend war er im SS-Lazarett Riga-Rotenberg. Im Herbst 1942 arbeitete er im KZ Dachau in der Gesundheitsbehörde- und Versorgungsprüfstelle der Waffen-SS. 1943 wurde er Erster Standortarzt im KZ Natzweiler-Struthof, 1944 im Nebenlager Jamlitz (Kreis Lübben) des KZ Sachsenhausen.

## Gefangenschaft und Kriegsverbrecherprozess
Im Jahr 1945 erfolgte in Kärnten in Österreich seine Inhaftierung durch die Briten. Im Sommer 1945 wurde er nach Graz verlegt, wo er zunächst privilegiert behandelt wurde. In seiner britischen Gefangenschaft wurde er als Zahnarzt in der Gefangenenbetreuung eingesetzt und konnte sich zunächst frei bewegen. Im April 1947 wurde er als SS-Offizier nach Minden verbracht, wo er in Einzelhaft kam. Im Juli 1947 erfolgte seine Verlegung ins Kriegsgefangenenlager Hamburg-Fischbeck. Sonntag wurde im  vierten der insgesamt sieben Ravensbrück-Prozesse nach einmonatigem Prozess am 4. Juni 1948 vom britischen Militärgericht wegen Misshandlungen, Folter und Ermordung weiblicher Häftlinge zum Tode durch den Strang verurteilt. Er versuchte sich, vor 1947 noch Atheist, mittels eines Netzwerks zu entlasten; unter anderem durch kirchliche Würdenträger wie den Kardinal Josef Frings, der sich für die Wiedereinstellung ehemaliger NSDAP-Mitglieder einsetzte und die Stille Hilfe unterstützte, die Kriegsverbrechern zur Flucht verhalf. Auch ein am 22. Juli verfasstes Gnadengesuch, in dem er erklärte, er habe „niemals einem Häftling bewußt einen Schaden zugefügt“, wurde abgelehnt. Vor Gericht trat seine Frau, die ebenso wie ihr Schwager, Walter Sonntags Bruder A. Sonntag, Entlastungszeugen für ihren Ehemann gesucht hatte, als Fürsprecherin ihres Mannes auf. Warum sie als ebenfalls im KZ Ravensbrück Tätige nicht mitangeklagt wurde, ist unklar. Die als entlastend erhofften Zeugen für ihren Mann äußerten sich jedoch weitgehend lobend über Gerda Sonntag im Gegensatz zu den belastenden Aussagen über ihren Ehemann.
Er wurde aus dem Gerichtsgefängnis Hamburg-Altona in das Zuchthaus Fuhlsbüttel überstellt und nach Bestätigung des Urteils (3. Juli 1948) am 15. September 1948 nach Hameln, der Hinrichtungsstätte der britischen Besatzungszone, verlegt. Zwei Tage später erfolgte dort die Hinrichtung durch den Strang. Sonntag war einer von rund 100 Zahnärzten, die im Dritten Reich als KZ-Zahnärzte tätig waren. Er war einer von 15 als Kriegsverbrecher zum Tode verurteilten Zahnärzten.